# 사바 1세 네마니치

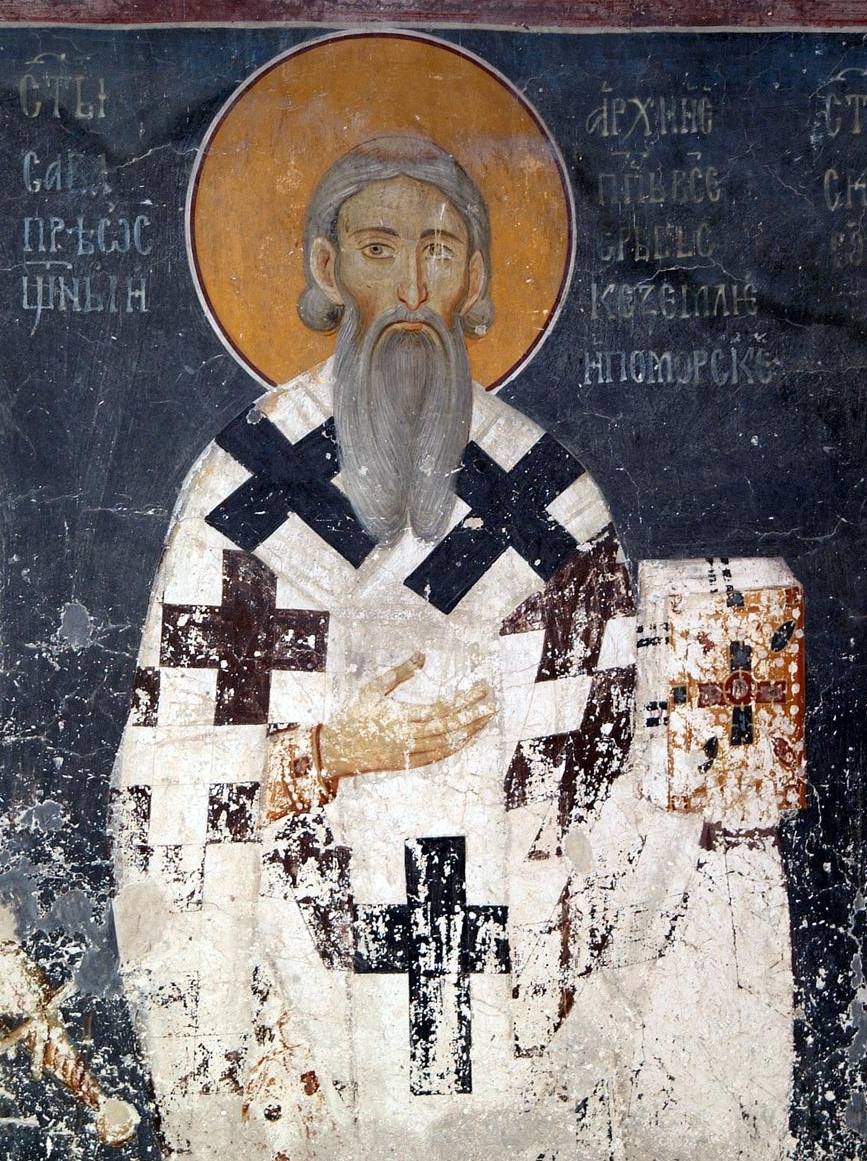
성 사바를 묘사한 스투데니차 수도원의 프레스코 벽화

성 사바 1세 네마니치 스릅스키(세르비아어: Свети Сава I Немањић Српски 스베티 사바, 1174년 ~ 1236년 1월 14일) 또는 라스트코 네마니치(세르비아어: Растко Немањић, Rastko Nemanjić)는 세르비아의 왕족, 동방 정교회 대주교이자 동방 정교회 성인이다. 네마니치 왕조 출신이며 축일은 1월 27일(율리우스력으로는 1월 14일)이다.

## 생애
그라디나(Gradina, 현재의 몬테네그로 포드고리차)에서 세르비아의 대공인 스테판 네마냐의 아들로 태어났다. 그의 형이었던 부칸(Vukan), 스테판(Stefan)과는 달리 성 사바는 온화하고 부드러운 성격을 갖고 있었으며 독서를 좋아했기 때문에 귀족들과 같이 놀기를 좋아했던 부칸, 스테판과는 대조적이었다.
1190년부터 1192년까지 네레트바강, 두브로브니크를 영지로 하는 공작을 역임했다. 1192년에는 동방 정교회 수도원들이 있던 아토스산을 방문했다. 1196년 자신의 아버지였던 스테판 네마냐가 세르비아의 왕위에서 물러난 뒤에 수도원에서 수사로 근무한 이후에는 힐란다르 수도원 건립에 앞장섰다.
스테판 네마냐가 사망한 이후에 세르비아에서는 부칸, 스테판 형제가 아버지의 유산 상속을 놓고 분쟁을 빚게 되면서 내전이 일어나게 된다. 세르비아는 위기 상황을 맞았고 동방 정교회 또한 소멸 위기에 처했다. 성 사바는 아토스산에 안치되어 있던 시메온(스테판 네마냐)의 유물과 석관을 세르비아로 이전시켰다. 또한 세르비아에서는 부칸, 스테판 형제 간의 분쟁을 중재하면서 내전을 종식시키고 세르비아의 평화를 실현했다.
1206년에는 자신의 아버지였던 스테판 네마냐를 동방 정교회 성인으로 추대했다. 스투데니차 수도원 주교로 임명된 뒤에는 수사 교육에 앞장섰다. 성 사바는 교회의 조직화에 착수하면서 사목, 전도를 위해 자신과 동행한 수도사들을 각지에 파견했다. 성 사바가 니케아 제국의 황제에게 세르비아 교회가 콘스탄티노폴리스 총주교에서 분리된 교회로 인정해 줄 것을 요청하면서 독립 정교회인 세르비아 정교회가 설립되었다.
성 사바는 1219년 12월 6일에 세르비아 정교회의 초대 대주교로 임명되었다. 성 사바가 세르비아 정교회의 대주교로 임명되기 이전에는 그리스인 주교가 세르비아의 교구를 지도했지만 콘스탄티노폴리스 총주교의 승인이 없어도 세르비아 정교회 대주교를 선출할 수 있게 되었다. 이를 계기로 세르비아 정교회의 독립과 자치가 승인되었다.
세르비아 정교회의 대주교로 임명된 뒤에는 세르비아 정교회 정착에 앞장섰으며 자신의 형이었던 스테판의 대관식을 진행했다. 또한 동방 정교회에 소속된 여러 교구에서는 세르비아인 주교를 임명했다. 종교 서적의 번역, 자신의 아버지였던 스테판 네마냐의 전기문인 《성 시메온 전설》의 집필 등 저술 활동을 전개하면서 세르비아어 발전에 기여했다.
1233년 세르비아 정교회의 대주교 자리에서 물러난 뒤부터 동방 여행을 전개하는 한편 동방 여행에 참여한 세르비아인 순례자를 위한 숙박 시설을 설치했다. 1236년 1월 14일 예루살렘 성지 순례에 나서던 도중에 터르노보(현재의 불가리아 벨리코터르노보)에서 폐렴으로 인해 사망했으며 세르비아 정교회로부터 성인으로 추대되었다. 세르비아 베오그라드에 있는 성 사바 대성당은 그를 기념하는 대성당이다.

## 같이 보기
- 세르비아 정교회